# Portul Bordeaux
Mare port maritim din Bordeaux are statutul de port mare, acesta este rezultatul transformării portului autonom de Bordeaux . Este o instituție publică, care exercită în comun misiuni de serviciu administrativ public și misiuni de serviciu public de natură industrială și comercială și care este administrată ca o instituție publică de natură industrială și comercială (EPIC) sub supravegherea statului. de către Direcția Generală Infrastructură, Transporturi și Marea a Ministerului Ecologiei, Dezvoltării Durabile și Energiei. Facilitățile sale se întind de-a lungul Girondei pe 100 de kilometri și acoperă aproximativ 1.500 de  hectare.
Autonom Portul de Bordeaux a fost stabilită printr - un decret 13 noiembrie 1924. În urma reformei din 1965 a fost guvernată prin decretul nr .  65-939 din 8 noiembrie 1965 . O nouă reformă duce la transformarea sa într-un port maritim major pe 9 octombrie 2008.

## Administrare
Marele port maritim din Bordeaux este administrat de un consiliu format din trei membri. Un consiliu de supraveghere este responsabil de monitorizarea consiliului de administrație. Acesta include reprezentanți ai statului, autorități locale precum regiunea Nouvelle-Aquitaine, departamentul Gironde, Bordeaux Métropole și orașul Bordeaux.

## Activitate portuară
Activitatea portuară este răspândită pe șase site-uri importante:
- La gura estuarului, situl Verdon  ;
- Pauillac  ;
- Blaye  ;
- Bec d'Ambès  ;
- Bassens  ;
- și în cele din urmă Bordeaux în sine cu Port de la Lune clasificat din 2007 ca sit al Patrimoniului Mondial UNESCO .

În 2010, 50% din traficul portului Bordeaux era format din lichide energetice. Solidele în vrac constituie o cotă de 30%, încărcătura generală și vracul lichid non-petrolier reprezintă 20% restante.
Portul a procesat în total, în 2011, 8,38 milioane de tone de mărfuri, a fost al 7- lea comerț metropolitan portuar .

## Președinți ai Portului Autonom Bordeaux
- Alfred de Vial, de asemenea administrator general al Compagnie générale transatlantique, din care poartă numele unul din docurile orașului. Este, de asemenea, director al Camerei de Comerț din Bordeaux și autor al lucrărilor majore de renovare a portului din 1928 până în 1931.
- Christophe Masson este numit președinte al consiliului de administrație al portului Bordeaux, prin decret al 24 august 2011.
- Jean-Frédéric Laurent este actualul președinte al consiliului de administrație din martie 2019.
- Richard Beaubreuil administrează site-ul Bordeaux și Bassins à flot, în calitate de manager de șantier, responsabil și pentru yachting.

## Bursă maritimă
Bursa maritimă din Bordeaux, situată la 1, locul Lainé, a fost construită din 1921 până în 1925; această clădire este o replică a pavilionului central al Place de la Bourse construit de Jacques V Gabriel. Pentru a decora această pastișă, sculptorul Gaston Veuvenot Leroux reproduce unul dintre frontoanele lui Francin și mascaronii din Place de la Bourse. Doi mascaroni originali reproduc chipurile primilor doi președinți ai Marelui Port Maritim din Bordeaux, Georges Barres și Étienne Huyard. Designul interior al birourilor din panouri de mahon și lemn de lămâie, inspirat de saloanele tradiționale ale unei căptușeli de ocean, este realizat de Raoul Jourde.